# Къстър (окръг, Монтана)
Вижте пояснителната страница за други значения на Къстър.
Окръг Къстър (на английски: Custer County) е окръг в щата Монтана, Съединени американски щати. Площта му е 9824 km², а населението - 11 721 души (2017). Административен център е град Майлс Сити.